# Gottlieb von Jagow
Gottlieb von Jagow (Berlín, 22 de junio de 1863-Potsdam, 11 de enero de 1935) fue un diplomático alemán que fue secretario de Estado de Asuntos Exteriores del Imperio alemán.
Estudió Derecho. Desde 1895 siguió la carrera diplomática. En 1909 se convirtió en embajador en Roma. De enero de 1913 a noviembre de 1916 fue secretario de Estado de Asuntos Exteriores. Como tal tuvo parte en decisiones que desembocaron en la Primera Guerra Mundial.